# Аки Такајама
Аки Такајама (јап. 高山 亜樹; Осакасајама, 12. март 1970) је бивша јапанска спортисткиња, која се такмичила у свим дисциплинама синхроног пливања.
На Летњим олимпијским играма 1992. у Барселони освојила је бронзану медаљу у пару са Фумико Окуно. Такмичила се и у појединачној конкуренцији али је испала у квалификацијама.
Аки Такајама била је успешна и на Светским првенствима. На Светском првенству 1986. у Мадриду била је чланица јапанске екипе са којом је освојила треће место, а на следећем 1991. у Перту са екипом је поново трећа, а у пару са Микако Котани била је друга.